# Monique Ludwigs
Monique Ludwigs, geborene Monique Riesterer (* 3. Dezember 1971 in Rheinfelden), ist eine ehemalige deutsche Gewichtheberin.

## Werdegang
Monique Riesterer wuchs in Lörrach auf und erlernte dort den Beruf einer Offset-Druckerin. Beim KSV Lörrach begann sie als Jugendliche mit dem Gewichtheben, angeleitet von ihrem Vater Herbert Riesterer, der ebenfalls Gewichtheber war und auch ihr erster Trainer wurde. In Deutschland war das Gewichtheben der Frauen noch nicht etabliert, und es dauerte relativ lange, bis Monique Riesterer in die europäische bzw. internationale Spitzenklasse hineinkam. 1990 gewann sie ihren ersten deutschen Meistertitel, 1998 den Europameistertitel im nach oben offenen Schwergewicht (über 75 kg Körpergewicht). Um sich weiterzuentwickeln, zog sie Mitte der 1990er Jahre nach Berlin, wo sie bei TSC Berlin hob und dort von Eberhard Deutscher trainiert wurde.
Gegen Ende der 1990er Jahre und zu Beginn der 2000er Jahre erlitt sie mehrere Verletzungen und musste nach der Genesung erkennen, dass sie mit der Konkurrenz der Weltklasse, die in ihrer Gewichtsklasse in erster Linie aus den chinesischen und russischen Gewichtheberinnen und der Polin Agata Wrobel bestand, nicht mehr mithalten konnte. Sie beendete daraufhin ihre Laufbahn. Monique Riesterer ist mit 20 gewonnenen Medaillen bei Europameisterschaften die erfolgreichste deutsche Gewichtheberin.
Ihre am 9. September 2000 in Lörrach erzielte Zweikampfleistung von 247,5 kg  stellt immer noch deutschen Rekord dar, das gilt auch für die am 22. September 2000 bei den Olympischen Spielen in Sydney erzielten 112,5 kg im Reißen (Stand: 20. Juli 2012).
Sie ist seit 2004 verheiratet mit Mario Ludwigs, einem ehemaligen Gewichtheber des TSC Berlin, und hat mit ihm eine Tochter.

## Internationale Erfolge/Mehrkampf
(OS = Olympische Spiele, WM = Weltmeisterschaft, EM = Europameisterschaft, KG = Körpergewicht)
- 1991, 3. Platz, EG-Meistersch., Loures b. Lissabon, bis 82,5 kg KG, mit 160 kg, hinter Judy Oakes, England, 205 kg und Sandra Smith, England, 162,5 kg;
- 1991, 7. Platz, WM in Donaueschingen, bis 82,5 kg KG, mit 182,5 kg, Siegerin: Li Hongling, China, 240 kg vor María Isabel Urrutia, Kolumbien, 240 kg;
- 1992, 2. Platz, EM in Loures b. Lissabon, bis 82,5 kg KG, mit 200 kg, hinter Karolina Leppaluotto (Lundahl), Finnland, 202,5 kg und vor Line Mary, Frankreich, 200 kg;
- 1993, 2. Platz, EG-Meistersch., in Athen, bis 83 kg KG, mit 197,5 kg, hinter Line Mary, 205 kg und vor Joanna Hatzioannou, Griechenland, 150 kg;
- 1993, 4. Platz, EM in Valencia, bis 76 kg KG, mit 195 kg, hinter Senka Assenowa, Bulgarien, 220 kg, P. Antonopoulou, Griechenland, 210 kg und Vallana Toschewa, Bulgarien, 195 kg;
- 1994, 1. Platz, EU-Meistersch., Saint-Pol-sur-Mer, bis 83 kg KG, mit 210 kg, vor Line Mary, 200 kg;
- 1994, 5. Platz, EM in Rom, bis 83 kg KG, mit 205 kg, Siegerin: Karolina Lundahl, 227,5 kg;
- 1994, 5. Platz, WM in Istanbul, bis 83 kg KG, mit 210 kg;
- 1995, 2. Platz, EM in Beʾer Scheva, bis 83 kg KG, mit 210 kg, hinter Alla Fjodorowa, Russland, 212,5 kg;
- 1995, 4. Platz, WM in Guangzhou, bis 83 kg KG, mit 215 kg, hinter Chen Chu-Shin, Taiwan, 240 kg, María Isabel Urrutia, 237,5 kg und P. Antonopoulou, 225 kg;
- 1996, 2. Platz, EM in Prag, bis 83 kg KG, mit 225 kg, hinter Albina Chomitsch, Russland, 232,5 kg und vor Karolina Lundahl, 220 kg;
- 1996, 4. Platz, WM in Warschau, bis 83 kg KG, mit 225 kg, hinter Wei Xiangying, China, 242,5 kg, Chen Chu-Shin, 242,5 kg und María Isabel Urrutia, 235 kg;
- 1997, 1. Platz, EU-Meistersch. in Pori, bis 83 kg KG, mit 220 kg, vor Philippa Kochliaridou, Griechenland, 200 kg;
- 1997, 3. Platz, EM in Sevilla, bis 83 kg KG, mit 227,5 kg, hinter Derya Açıkgöz, Türkei, 257,5 kg und Albina Chomitsch, 232,5 kg;
- 1997, 6. Platz, WM in Chiangmai/Thailand, bis 83 kg KG, mit 210 kg, hinter Derya Açıkgöz, 262,5 kg, Tang Weifang, China, 260 kg, Anm.: Derya Açıkgöz wurde später wegen Dopings disqualifiziert. Monique rückte dadurch auf den 5. Platz vor;
- 1998, 1. Platz, EU-Meistersch., in Innsbruck, über 75 kg KG, mit 220 kg, vor Stamatia Bodozi, Griechenland, 197,5 kg und Philippa Kochliaridou, 190 kg;
- 1998, 1. Platz, EM in Riesa, über 75 kg KG, mit 225 kg, vor Erika Takács, Ungarn, 225 kg und Agata Wrobel, Polen, 225 kg;
- 1998, 5. Platz, WM in Lahti, über 75 kg KG, mit 232,5 kg, Siegerin: Tang Gonghong, China, 255 kg vor Chien Hsiao-Lien, Taiwan, 245 kg;
- 2000, 1. Platz, EU-Meistersch. in Paris, über 75 kg KG, mit 227,5 kg, vor Sylvie Iskin, Frankreich, 225 kg und Lourdes Gorostegui, Spanien, 200 kg;
- 2000, 2. Platz, EM in Sofia, über 75 kg KG, mit 245 kg, hinter Vita Rudenok, Ukraine, 250 kg und vor Albina Chomitsch, 237,5 kg;
- 2000, 6. Platz, OS in Sydney, über 75 kg KG, mit 245 kg, Siegerin: Ding Meiyuan, China, 300 kg vor Agata Wrobel, 295 kg;
- 2002, 6. Platz, EM in Antalya, über 75 kg KG, mit 230 kg, Siegerin: Agata Wrobel, 282,5 kg vor Viktoria Varga, Ungarn, 270 kg;
- 2002, 10. Platz, WM in Warschau, über 75 kg KG, mit 242,5 kg, Siegerin: Agata Wrobel, mit 287,5 kg vor Albina Chomitsch, 282,5 kg

## Medaillen Einzeldisziplinen
- EM-Goldmedaille: 1992, Reißen, 90 kg
- EM-Silbermedaillen: 1992, Stoßen, 110 kg – 1995, Reißen, 95 kg – 1995, Stoßen, 115 kg – 1996, Reißen, 100 kg – 1996, Stoßen, 125 kg – 1998, Reißen, 102,5 kg – 1998, Stoßen, 122,5 kg
- EM-Bronzemedaillen: 1993, Reißen, 90 kg – 1994, Reißen, 95 kg – 1997, Reißen, 102,5 kg – 1997, Stoßen, 125 kg – 2000, Reißen, 110 kg – 2000, Stoßen, 135 kg

## Deutsche Meisterschaften
- 1990, 1. Platz, bis 82,5 kg KG, mit 147,5 kg;
- 1991, 1. Platz, bis 82,5 kg KG, mit 167,5 kg;
- 1992, 1. Platz, bis 82,5 kg KG, mit 180 kg;
- 1993, 1. Platz, bis 83 kg KG, mit 195 kg;
- 1994, 1. Platz, bis 83 kg KG, mit 215 kg;
- 1995, 1. Platz, bis 83 kg kG, mit 212,5 kg;
- 1996, 1. Platz, bis 83 kg KG, mit 225 kg;
- 1997, 1. Platz, bis 83 kg KG, mit 217,5 kg;
- 1998, 1. Platz, über 75 kg KG, mit 230 kg;
- 1999, 1. Platz, über 75 kg KG, mit 212,5 kg;
- 2002, 1. Platz, über 75 kg KG, mit 240 kg